# Haruki Kadokawa
Haruki Kadokawa (角川 春樹, Kadokawa Haruki, nascut el 8 de gener de 1942, a Tòquio) és un empresari i cineasta japonès. És fill de Genyoshi Kadokawa, el fundador de l'empresa editorial Kadokawa Shoten, i va assumir el càrrec de president de l'empresa el 1975 després de la mort del seu pare. Va entrar a la indústria del cinema com a productor i va introduir una tècnica anomenada franquícia de mitjans, que implicava la promoció massiva i la recerca de talent per a nous artistes en l'edició, el cinema i la televisió. El 1993, va ser detingut per tràfic de drogues i va dimitir com a president de Kadokawa Shoten, i va fundar Kadokawa Haruki Corporation.

## Primers de la vida
El pare d'Haruki era Genyoshi Kadokawa, el fundador de l'editorial japonesa Kadokawa Shoten. Després de graduar-se a l'escola secundària, Haruki va ser acceptat al departament de literatura de la Universitat de Waseda. Tanmateix, amb la influència del seu pare, es va inscriure a la Universitat Kokugakuin. Haruki es va graduar el 1964 amb una llicenciatura en literatura i es va incorporar a l'empresa del seu pare l'any següent.

## Carrera amb Kadokawa Shoten
Després de la mort de Genyoshi el 1975, Haruki va assumir el càrrec de president de la companyia. Ràpidament va canviar la direcció de l'editorial, transformant l'empresa que abans havia estat coneguda per les seves serioses obres literàries i educatives en creadors de ficció popular.
Kadokawa aviat també es va ramificar al negoci cinematogràfic. El seu objectiu era intentar obtenir beneficis de la sinergia creant adaptacions cinematogràfiques dels llibres més populars de l'editorial i comercialitzant-los simultàniament. La primera pel·lícula de la companyia va ser el llançament de 1976 Inugami-ke no Ichizoku, dirigida per Kon Ichikawa i guió adoptat d'una novel·la publicada per Kadokawa Shoten escrita per Seishi Yokomizo. A causa d'una campanya de màrqueting agressiva, la pel·lícula va acabar com la segona més gran ingrés de l'any al Japó.
Entre 1976 i 1993, Kadokawa va produir prop de 60 pel·lícules. Les pel·lícules de la seva empresa eren generalment èpiques a gran escala amb pressupostos importants i campanyes publicitàries coincidents, dirigides a un públic massiu i a l'èxit de taquilla. Tot i que els crítics no sempre van ser amables amb les obres de Kadokawa, les pel·lícules van ser constantment populars entre el públic espectador. El 1992, 7 de les 20 pel·lícules japoneses més taquilleres de tots els temps eren les produccions de Kadokawa. Durant la seva estada a Kadokawa Shoten, Haruki va ser sovint aclamat com el salvador de la indústria cinematogràfica japonesa en dificultats. El seu major fracàs es va produir el 1992 quan la pel·lícula de 25 milions de dòlars estatunidencs Robí Caire protagonitzada per Andie MacDowell no va trobar un distribuïdor als Estats Units.
Kadokawa també va treballar com a guionista i director. Va debutar com a director l'any 1982 amb la pel·lícula The Lost Hero. El seu treball més notable va ser la pel·lícula de 1990 Ten to chi to, el pressupost de la qual de més de 5.000 milions de iens va ser el més gran per a una pel·lícula japonesa en aquell moment.

## Arrest
El 1993, Kadokawa va ser acusat en diverses ocasions d'instruir al fotògraf Takeshi Ikeda, un col·laborador proper, per portar cocaïna de contraban dels Estats Units. Va ser acusat de contraban i malversar diners de la seva empresa per finançar la compra de drogues. Mentre Kadokawa va continuar argumentant la seva innocència durant tot el calvari, el setembre de 1994 va ser condemnat a quatre anys de presó, de la qual va acabar complint dos anys i mig.
A causa de la "vergonya moral" respecte a l'incident, la pel·lícula Rex: A Dinosaur's Story, una superproducció d'estiu de 1993 dirigida per Kadokawa, va ser retirada dels cinemes per la productora de Kadokawa i el seu soci de distribució, Shochiku Company. El mateix Kadokawa es va veure obligat a dimitir de Kadokawa Shoten. El nou president era el germà petit d'Haruki, Tsuguhiko, que abans havia estat expulsat de l'empresa a favor del fill de Haruki, Taro.

## Carrera posterior
El 1995, Kadokawa va iniciar la Kadokawa Haruki Corporation i va continuar en el negoci editorial comprant la revista per a adolescents Popteen a la seva antiga empresa Kadokawa Shoten. El 2005, després de més d'una dècada lluny del negoci, Kadokawa va tornar a produir pel·lícules amb l'èpica de la Segona Guerra Mundial Otoko-tachi no Yamato. El 1997 va dirigir Toki o Kakeru Shōjo. Des de llavors, ha treballat com a productor executiu a Aoki Ōkami: Chi Hate Umi Tsukiru Made i un remake de Sanjuro d'Akira Kurosawa a 2007.

## Altres empreses
Al llarg de la seva carrera, Kadokawa s'ha guanyat una reputació d'extravagant, no tota prové de les seves pel·lícules a gran escala i de les seves campanyes publicitàries. El 1974, va construir el seu propi santuari shinto i hi va realitzar rituals mensuals. Va escriure poesia haiku i tanka que es publicava a revistes de poesia, una afició que va continuar mentre estava a la presó. L'any 1991 Kadokawa va acabar de construir una rèplica a mida completa del vaixell insígnia de Cristòfol Colom Santa Maria, que va salpar des de Barcelona al Japó, amb Kadokawa inicialment al capdavant.

## Filmografia notable
- Ningen no Shōmei (1977)
- Yasei no shōmei (1978)
- Sengoku jieitai (1979)
- Virus (1980)
- Yajū shisubeshi (1980)
- Sērā-fuku to kikanjū (1981)
- Tantei Monogatari (1983)
- Ten to chi to (1990)
- Tenkawa Densetsu Satsujinjiken (1991)
- Mio's Cookbook (2020, el seu treball final)[13]